# Bolesław Drabik
Bolesław Drabik-Klonowiecki, właściwie Bolesław Drabik, ps. „Bolek”, „Madej”, „Bimberek”, „Klonowiecki” (ur. 28 lutego 1915, w Tyśmienicy w powiecie parczewskim, zm. 1 czerwca 1971 w Gdyni) – polski dowódca partyzancki i działacz komunistyczny z okresu II wojny światowej, komendant powiatowy Milicji Obywatelskiej w Siedlcach.

## Życiorys
Przed wojną był rolnikiem. Początkowo był członkiem Batalionów Chłopskich, aresztowany przez Gestapo 6 grudnia 1942 r., więziony był w lubelskim Zamku. Wysłany do KL Auschwitz został uwolniony 20 maja 1943 r., przez żołnierzy oddziału dyspozycyjnego Kedywu Komendy Głównej Armii Krajowej „Motor 30” podczas akcji w Celestynowie, kiedy to oddział opanował stację kolejową, odciął łączność telefoniczną, opanował parowóz i sterroryzował jego obsługę, a główna grupa harcerzy z Grup Szturmowych zaatakowała gestapowców ochraniających dołączoną do pociągu więźniarkę, uwalniając 49 więźniów, w tym Drabika.
W okresie późniejszym Drabik (w stopniu porucznika) wstąpił do partyzantki. Był dowódcą grupy/oddziału dywersyjnego „Bolka” Gwardii Ludowej (następnie Armii Ludowej) organizując akcje dywersyjne na terenie Lubelszczyzny. Od lipca 1944 r. posiadał stopień kapitana.
Po wojnie komendant powiatowy MO w Siedlcach. Prawdopodobnie odpowiedzialny za zamordowanie partyzanta NSZ – Stefana Kosobudzkiego ps. „Sęk”. Przeszedł do służby w Marynarce Wojennej PRL. W okresie późniejszym jako Bolesław Klonowiecki pełnił funkcję tłumacza floty handlowej w Gdyni.
Został pochowany na cmentarzu Witomińskim w Gdyni w starej alei zasłużonych (kwatera 77-24-4).
Trwają prace nad uszczegółowieniem informacji o jego działalności wojennej i powojennej. Zmiany nazwiska wskazują, że informacje będą kluczowe nad ujawnieniem wielu wojennych informacji przekazywanych pokoleniom.

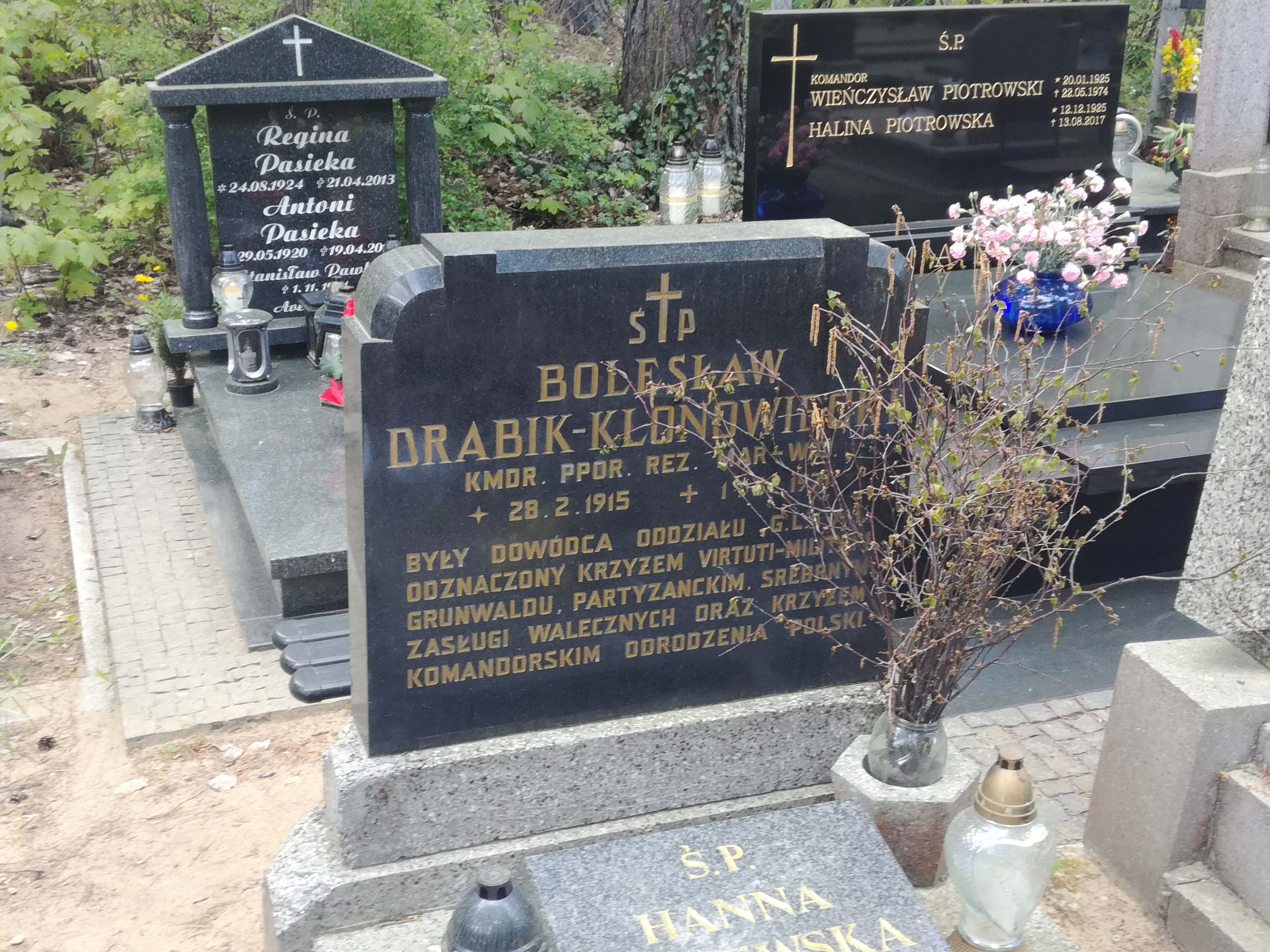
Grób Bolesława Drabika-Klonowieckiego na cmentarzu Witomińskim

## Odniesienia w kulturze
Bolesław Drabik jest bohaterem satyrycznej ballady-historycznej polskiego pieśniarza Leszka Czajkowskiego – „Opowiastka o Bolku „Bimberku”, nagranej razem z Jakubem Mędrzyckim i Pawłem Piekarczykiem i wydanej na kasecie „Śpiewnik oszołoma” w 1996 r. Piosenka nawiązuje do wątpliwych akcji partyzanckich Drabika, na których ten budował po wojnie swoją legendę. Jak piszą autorzy piosenki we wkładce do kasety – jego rzekomych przygód nie powstydziłby się nawet MacGyver.

## Awanse
- porucznik – 1943 lub 1944
- kapitan – lipiec 1944
- komandor podporucznik – po wojnie[7]

## Ordery i odznaczenia
- Krzyż Komandorski Orderu Odrodzenia Polski
- Order Krzyża Grunwaldu III klasy
- Krzyż Srebrny Orderu Virtuti Militari (1946)[8]
- Krzyż Walecznych
- Srebrny Krzyż Zasługi
- Krzyż Partyzancki
- Medal Zwycięstwa i Wolności 1945

i inne